# WWE 205 Live
WWE 205 Live è stato un programma televisivo di wrestling prodotto dalla WWE.
Lo show ha debuttato il 29 novembre 2016 con i suoi wrestler che apparivano inizialmente ed esclusivamente a Raw, e fino agli inizi del 2021 esso era dedicato esclusivamente alla divisione dei pesi leggeri.
Negli Stati Uniti andava in onda in diretta sul WWE Network tutte le settimane come seguito di SmackDown il martedì sera, ma dal settembre 2018 è stato spostato al mercoledì prima di NXT, venendo registrato il martedì sera prima della diretta di SmackDown. Dal 15 gennaio 2018 è tornato al martedì, e dal 4 ottobre 2019 è passato al venerdì in concomitanza con lo spostamento di SmackDown sull'emittente Fox (sempre di venerdì), pur rimanendo un'esclusiva di NXT. Infatti, le puntate vengono registrate il martedì (durante appunto la diretta di NXT) e mandate poi in onda il venerdì a seguito di SmackDown. Lo show venne poi cancellato il 15 febbraio 2022 per fare spazio al nuovo programma NXT Level Up.
Il numero 205 faceva riferimento al peso massimo in libbre che in origine gli atleti potevano pesare per partecipare (205 libbre equivalgono a circa 93 kg).

## Storia
Il programma era interamente dedicato alla divisione dei pesi leggeri ed era da ritenersi una serie derivata dello stesso Raw, cui aveva diritti esclusivi sullo stesso, messi in palio il 20 
novembre 2016 a Survivor Series in un incontro valido per il WWE Cruiserweight Championship tra il campione The Brian Kendrick (di Raw) e lo sfidante Kalisto (di SmackDown), contesa terminata con la vittoria per squalifica del primo (con Raw che quindi mantenne in maniera esclusiva i pesi leggeri) a causa dell'intervento di Baron Corbin di SmackDown.
La maggior parte degli atleti che si esibivano a 205 Live avevano precedentemente partecipato al torneo Cruiserweight Classic nel 2016 e in seguito vennero messi sotto contratto dalla WWE. Il produttore esecutivo della WWE, Triple H, dichiarò che il programma era uno spazio interamente ritagliato per la divisione dei pesi leggeri di Raw. Pur essendo comunque appartenenti a Raw e di conseguenza esibendosi anche in tale programma, i pesi leggeri potevano apparire occasionalmente anche a NXT (territorio di sviluppo della WWE). Il programma andava in onda di martedì subito dopo SmackDown.

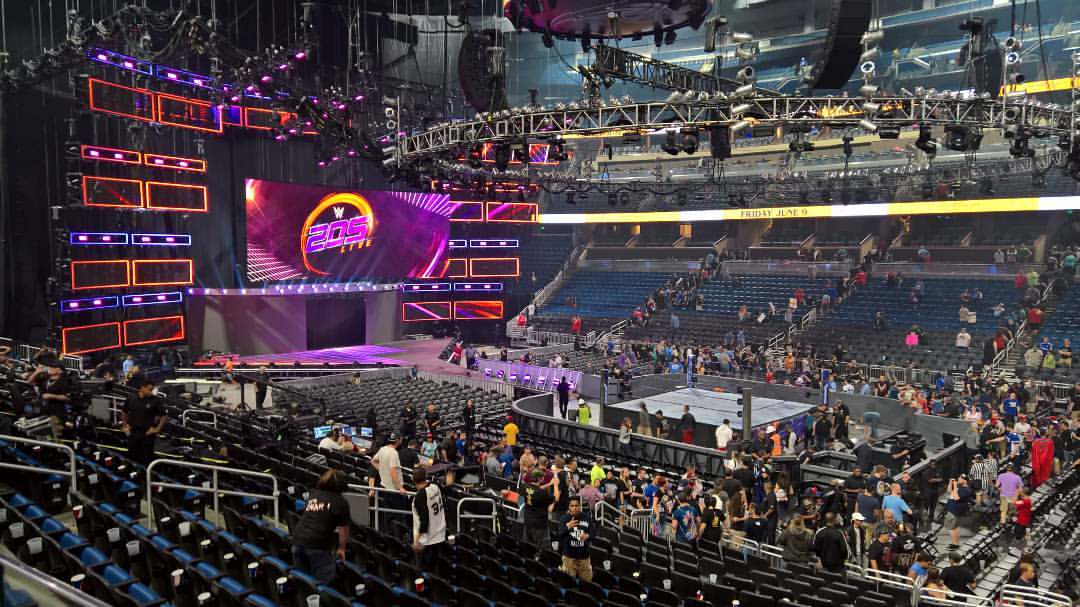
Lo stage di 205 Live.

La prima puntata andò in onda il 29 novembre 2016 e nell'incontro principale Rich Swann ha sconfitto The Brian Kendrick per il Cruiserweight Championship. Dal 23 gennaio 2018 anche 205 Live ebbe un proprio General Manager (tale annuncio venne dato dal General Manager di SmackDown Daniel Bryan a seguito del licenziamento dell'allora campione Enzo Amore per l'accusa di molestie sessuali). Nella puntata di 205 Live del 30 gennaio 2018 Drake Maverick venne annunciato come primo General Manager di 205 Live. Una volta iniziato il torneo per la riassegnazione del vacante Cruiserweight Championship, la divisione dei pesi leggeri ha iniziato a lottare esclusivamente a 205 Live e ha smesso di apparire a Raw (salvo sporadiche occasioni non inerenti a loro). Nel settembre del 2018, tuttavia, Lio Rush, uno degli atleti di 205 Live, ha iniziato ad apparire frequentemente a Raw nelle vesti di Manager di Bobby Lashley, e contemporaneamente appariva anche a 205 Live in vicende totalmente scollegate a quelle avvenute a Raw, e come lui anche i Lucha House Party. I Lucha House Party e Lio Rush furono di fatto gli unici atleti di 205 Live ad apparire anche a Raw. Nel settembre 2018, inoltre, per un breve periodo il programma è stato spostato al mercoledì prima di NXT, ma a dispetto del nome non andava più in diretta in quanto veniva registrato il martedì sera appena prima della diretta di SmackDown Live.
Anche prima che NXT andasse in onda su USA Network il 18 settembre 2019, Triple H aveva dichiarato che 205 Live sarebbe potuto diventare presto parte dello show di NXT. Nell'ottobre del 2019, il Cruiserweight Championship è stato acquisito dal roster di NXT, venendo dunque rinominato NXT Cruiserweight Championship. Di conseguenza, Clash of Champions è stato l'ultimo pay-per-view del roster principale a vedere l'apparizione del titolo dei pesi leggeri e di 205 Live, che dalla puntata dell'8 novembre è stato ufficialmente integrato ad NXT. Gli atleti di 205 Live possono apparire, di conseguenza, anche ad NXT e NXT UK.
Inizialmente le corde del ring erano viola (il colore dello programma) e apparivano anche a Raw nei minuti dedicati agli incontri dei pesi leggeri, ma dal 2018 le corde viola non sono più state utilizzate per una questione di praticità e tempo, utilizzando invece quelle blu di SmackDown. Dalla puntata di 205 Live del 9 ottobre 2020, tuttavia, le corde sono diventate gialle e le coperture dei paletti sul ring presentano il logo di NXT, simbolo dell'esclusività di tale brand, pur andando sempre in onda dopo SmackDown ogni venerdì, per poi diventare arancioni (uno dei colori di 205 Live) solo nella puntata del 30 ottobre 2020.
Alla fine di gennaio del 2021, inoltre, lo show ha ospitato quattro incontri del torneo Dusty Rhodes Tag Team Classic, e per la prima volta ha visto anche due incontri femminili, ossia due dei quarti di finale della versione femminile dello stesso torneo precedentemente citato. In seguito, dall'estate del 2021, lo show ha perso i limiti di peso, e di conseguenza vi hanno lottato anche wrestler non appartenenti alla categoria dei pesi leggeri e wrestler femminili. Questo si è poi concretizzato il 4 gennaio 2022 nella puntata speciale NXT New Year's Evil con il ritiro definitivo dell'NXT Cruiserweight Championship, unificato all'NXT North American Championship dopo la vittoria di Carmelo Hayes (NXT North American Champion) su Roderick Strong (NXT Cruiserweight Champion).
Il 15 febbraio, nella puntata speciale NXT Vengeance Day, venne annunciato il debutto del programma NXT Level Up, che sarebbe andato in onda a partire da venerdì 18 febbraio 2022, segnando la chiusura definitiva di 205 Live.

## Roster

### Annunciatori e telecronisti
| Nome             | Nome reale          | Ruolo         |
| ---------------- | ------------------- | ------------- |
| Nigel McGuinness | Steven Haworth      | Telecronista  |
| Samantha Irvin   | Samantha Irvin      | Annunciatrice |
| Vic Joseph       | Victor Travagliante | Telecronista  |

### Arbitri
| Nome             | Nome reale       | Note               |
| ---------------- | ---------------- | ------------------ |
| Charles Robinson | Charles Robinson | Capo degli arbitri |
| Dan Engler       | Dan Engler       |                    |
| Danilo Anfibio   | Danilo Anfibio   |                    |
| Jason Ayers      | Jason Ayers      |                    |
| Ryan Tran        | Brian Nguyen     |                    |